# Nam Song-chol
Nam Song-chol (남성철?, 南成哲?; 7 maggio 1982) è un ex calciatore nordcoreano, di ruolo difensore.